# Франконский Альб
Франко́нский Альб (нем. Fränkische Alb), Франко́нская Юра — возвышенность, высотой до 689,4 метра и площадью 7 053,8 км², в современной Германии (ФРГ), на севере федеральной земли Бавария.
Франконский Альб тянется с северо-востока на юго-запад от Майна до Дуная. Отделён от Швабского Альба древним метеоритным кратером под названием Нёрдлингенский Рис. Имеет официальный номер D61. Франконский Альб входит, в месте с Швабским Альбом, в состав Германской или Немецкой Юры. На отрогах Франконского Альба находятся города Ингольштадт (на юге), Регенсбург (на юго-востоке), Бамберг (на северо-западе) и Байройт (на северо-востоке).

## Этимология
Ранее считалось, что название Альб образовалось от латинского выражения montes albi (белые горы). Более вероятна версия происхождения от древнего кельтского названия, означающее горное пастбище. Франконский от Франкония — «земля франков».

## География

### Расположение
Франконский Альб простирается в северо-юго-западном направлении от Лихтенфельса на Майне до Нюрнберга на западе, и от Байройта и Регенсбурга на востоке и Ингольштадта на юге до восточного края метеоритного кратера Нёрдлингенский Рис, через который протекает Вёрниц и который отделяет его от Швабского Альба. Его высшая точка — Дюрренберг высотой 656 м.

#### Северный Франконский Альб

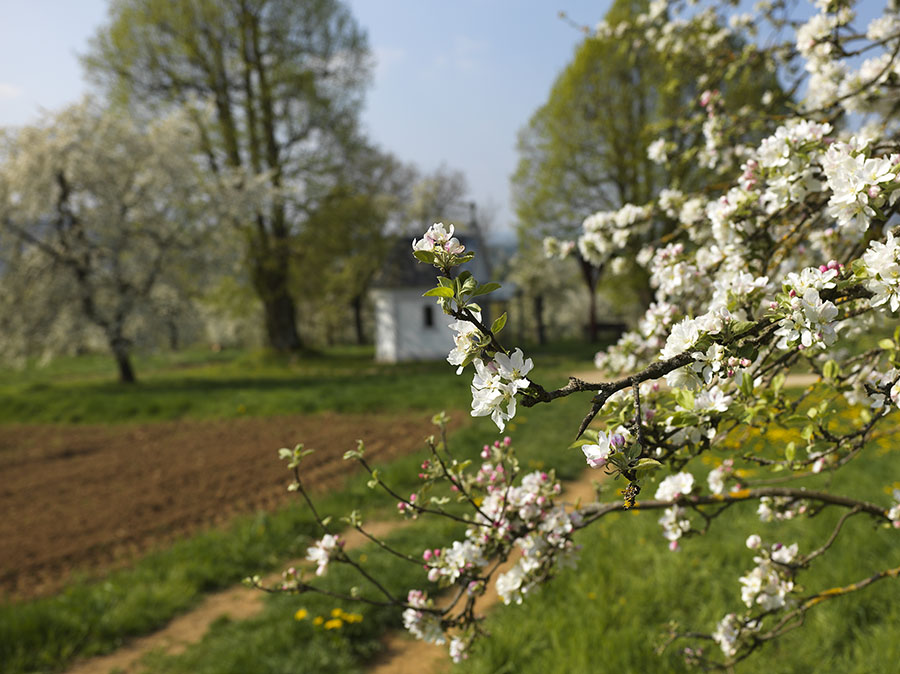
Вишни возле Прецфельда
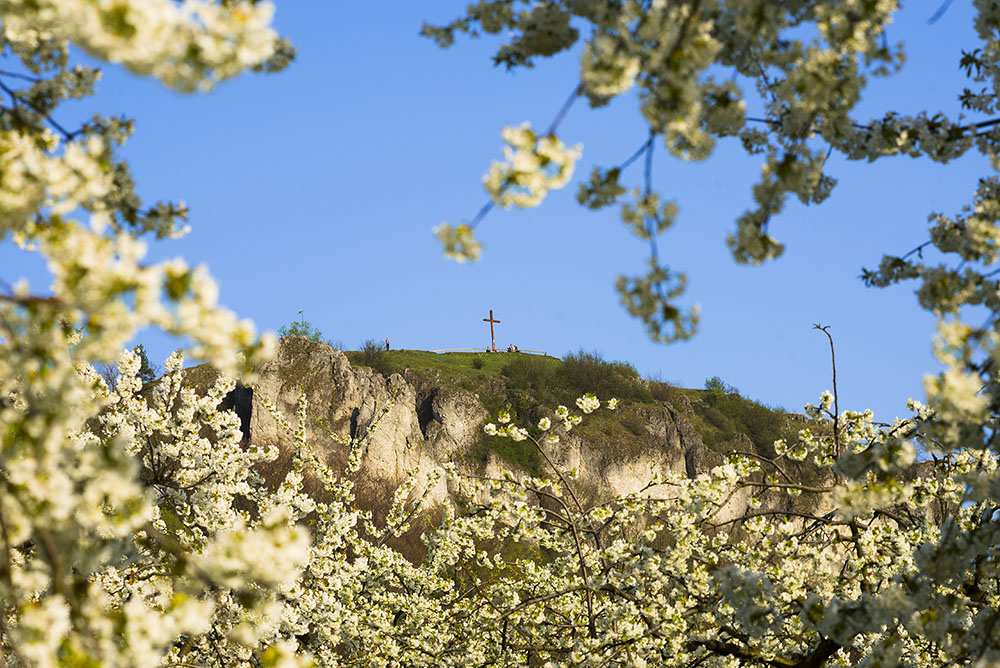
Вишни в Валберла
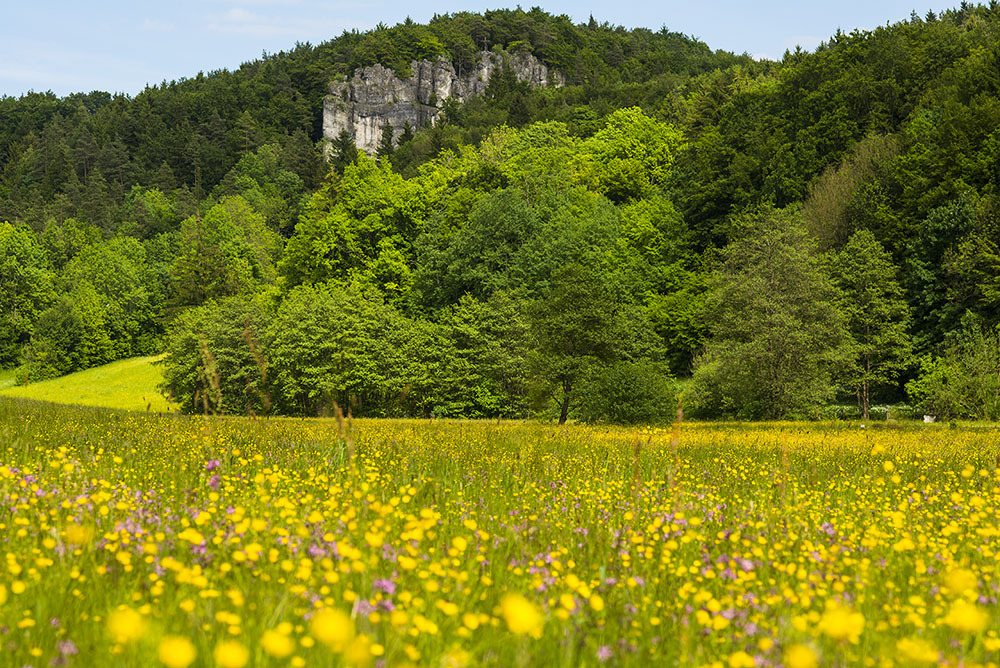
Хиршбахталь

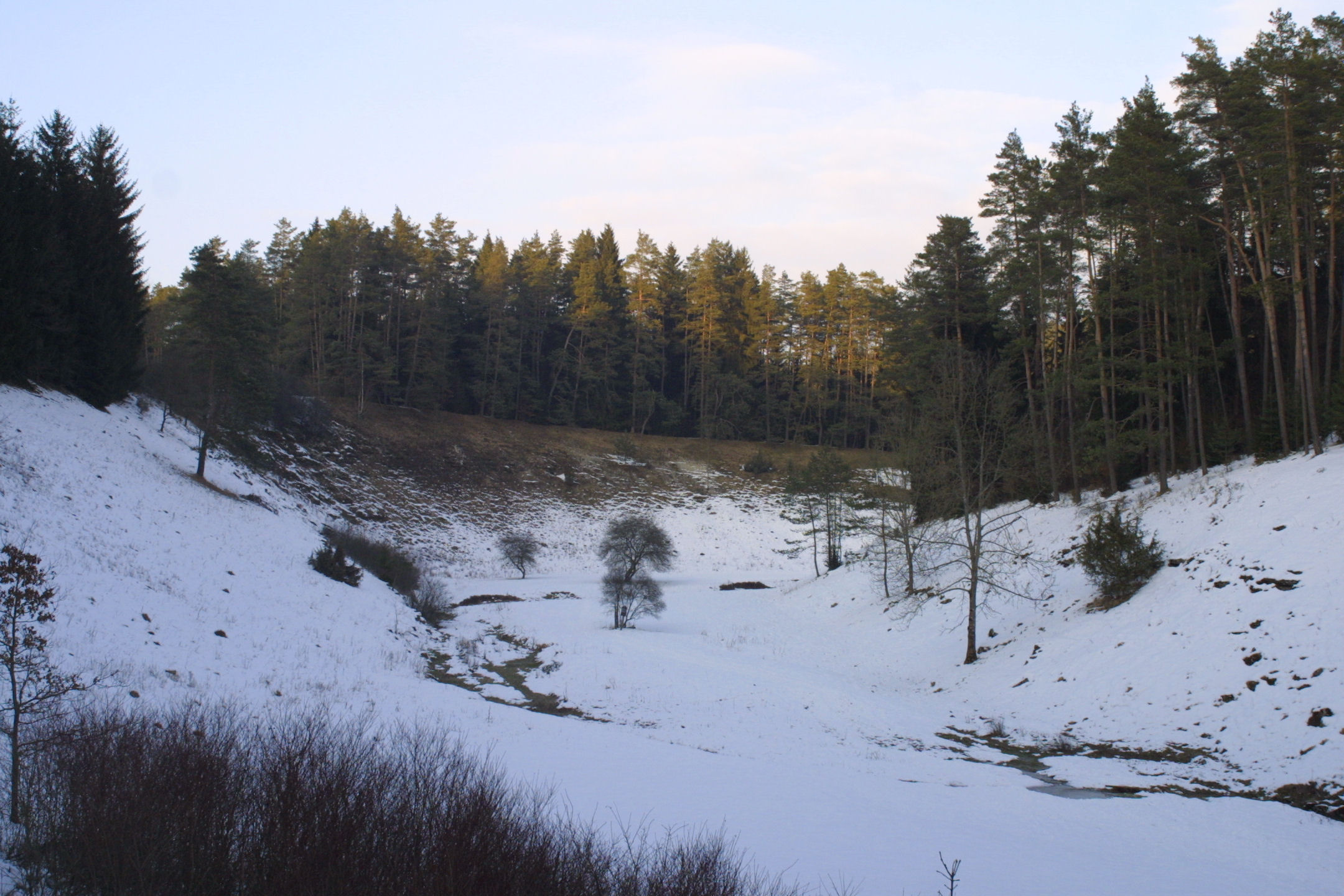
Сухая долина возле Оберлайнлайтера

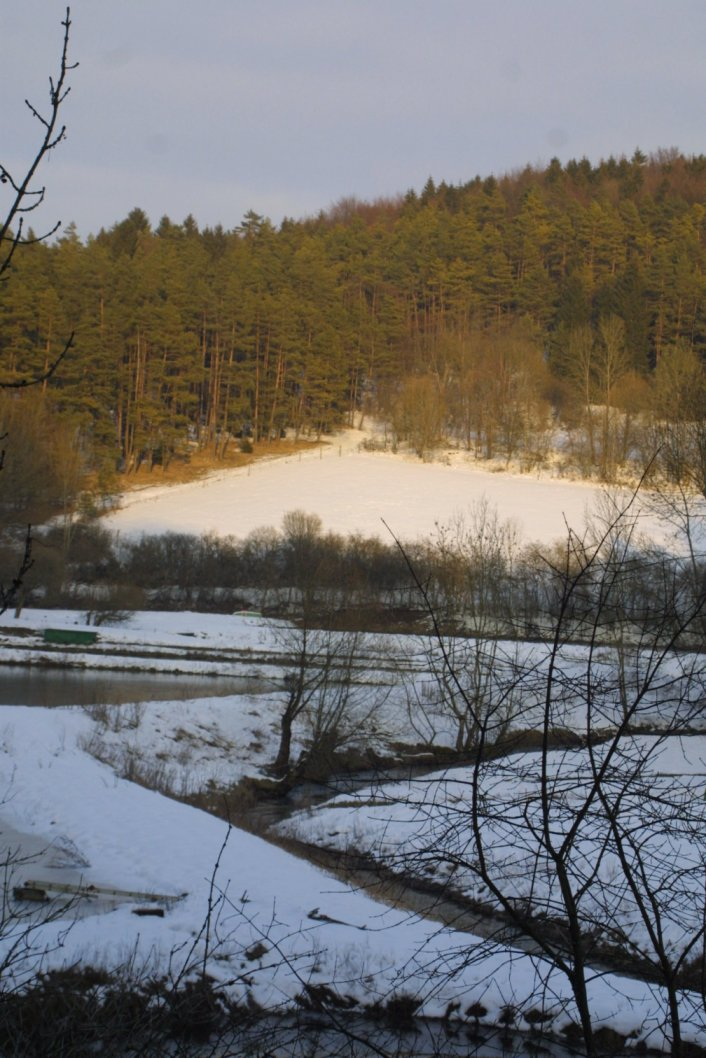
Лайнлайтер

Северный Франконский Альб площадью 2007 км² — самая северная часть Франконского Альба. Он расположен в баварских административных округах Верхняя Франкония, Средняя Франкония (юго-запад) и Верхний Пфальц (юго-восток), причём большинство составляют районы Верхней Франконии.
На севере он простирается почти до Майна между Байройтом и Бамбергом, на юго-западе он ограничен рекой Регниц.
Южная граница Центрального Франконского Альба примерно совпадает с автострадой B14, на востоке он ограничен долинами Пегница, Этцельбаха и Розенбаха.
Восточной границей Северного Франконского Альба является река Фильс.
В центре Северо-Франконского Альба находится Франконская Швейцария, названная так из-за характерных скальных образований. К югу от него находится Доломитовый Куппенальб, а юго-запад, расположенный в Средней Франконии, называется Hersbrucker Schweiz и является частью Херсбруккского Альба. На юго-востоке находится хвойный лес Фельденштайнер-Форст площадью 107 км².
К северо-западу от Бамберга лежит вулканическое поле третичного периода Heldburger Gangschar, не проявляющееся на поверхности.
Географически Северо-Франконский Альб почти совпадает с природным парком Франконская Швейцария-Фельденштайнер-Форст, который расположен в районах Бамберг, Байройт, Форххайм, Кульмбах, Лихтенфельс, Нойштадт-ан-дер-Вальднаб, Амберг-Зульцбах и Нюрнбергер-Ланд.

#### Средний Франконский Альб

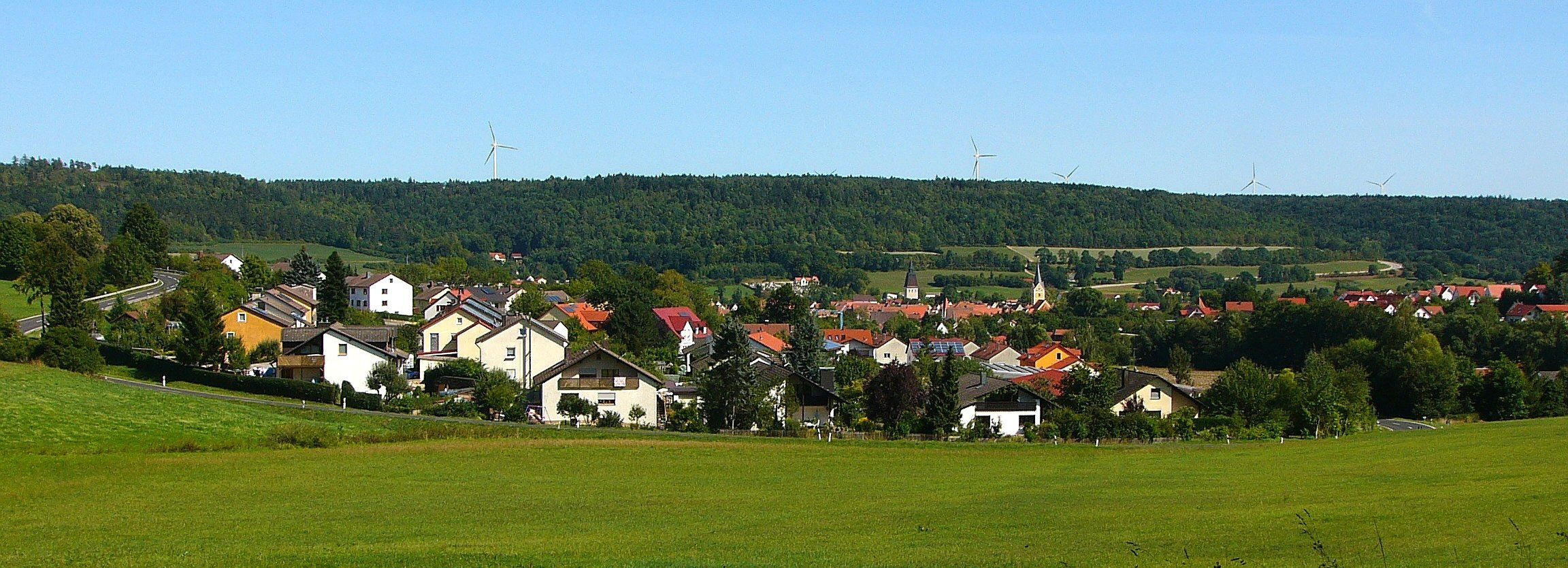
Франконский Альб часто используется как место для установки ветряных турбин, например, здесь, недалеко от Берхинга

Средний Франконский Альб площадью в 1778 км² соединяет Северный и Южный Франконский Альб. Он почти полностью находится в баварском административном районе Верхний Пфальц и поэтому также известен как Oberpfälzer Alb.
Его северная граница проходит к востоку от Пегница между Херсбрукком и Зульцбах-Розенбергом, на западе он ограничен Шварцахом, а к югу от Ноймаркта — каналом Людвига.
Между Парсбергом и Регенсбургом юго-западная граница южного франконского Альба проходит примерно по Шварце-Лаберу.
На восточном его краю находятся Амберг на севере и Швандорф в центре.
В центре Среднефранконского Альба в районе Ноймаркт-ин-дер-Оберпфальц расположен большой военный полигон Хоэнфельс площадью 149.02 км². К северу от него находится природный парк Хиршвальд площадью 277,59 км².
Юго-восток находится в районах Швандорф и Регенсбург, запад — в районе Ноймаркт в Верхнем Пфальце.
Северо-запад, который находится в центральном франконском районе Нюрнбергер-Ланд, в значительной степени включён в Херсбруккский Альб.

#### Южный Франконский Альб
Южный Франконский Альб площадью в 3126 км² — самая южная часть Франконского Альба. Он является продолжением Швабского Альба к востоку от реки Нёрдлингер. На его территории частично расположены пять из семи административных округов Баварии.
Южно-Франконский Альб почти совпадает с природным парком Альтмюльталь, который расположен в районах Донау-Рис, Айхштетт, Кельхайм, Нойбург-Шробенхаузен, Ноймаркт-ин-дер-Оберпфальц, Регенсбург, Рот и Вайсенбург-Гунценхаузен.
Альб пересекает долина Альтмюльталь в западно-восточном направлении.

## Туризм
В Франконской Швейцарии в Северном Франконском Альбе есть многочисленные скальные образования. Альтмюльталь в южной франконской Юре приобрёл популярность среди скалолазов и велосипедистов благодаря боковым долинам со скалами, размытым древним течением Дуная. В регионе расположены многочисленные замки. Пешеходные маршруты размечены и поддерживаются на добровольной основе такими ассоциациями, как Fränkischen Albverein и Fränkische-Schweiz-Verein.

## Геология
Франконский Альб является геологическим продолжением швейцарской Юры и Швабского Альба.
В течение всего юрского периода, примерно от 161 до 150 миллионов лет назад, вся южная Германия была покрыта мелким морем, на дне которого образовывались мощные отложения. Эти отложения, в основном известняк, составляют большую часть пород Франконского Альба.
Море отступило из-за поднятия Европейской континентальной плиты к концу верхней Юры, и в начале мелового периода крупные участки стали сушей. В это время там был тропический климат и происходило интенсивное выветривание сформировавшихся известняковых и доломитовых пород.
Во времена верхнего мела район Франконского Альба снова оказался под водой.
В третичном периоде море опять отступило из-за регионального поднятия, и ландшафт Юры был обнажён.
Во Франконском Альбе есть разнообразные скалы, пещеры, воронки и карстовые источники. Его пересекают несколько глубоких рек и ручьёв, а также сухие долины. Сухие травянистые склоны южного Альба характерны для этого региона.